# Giulio del Torre (Maler)

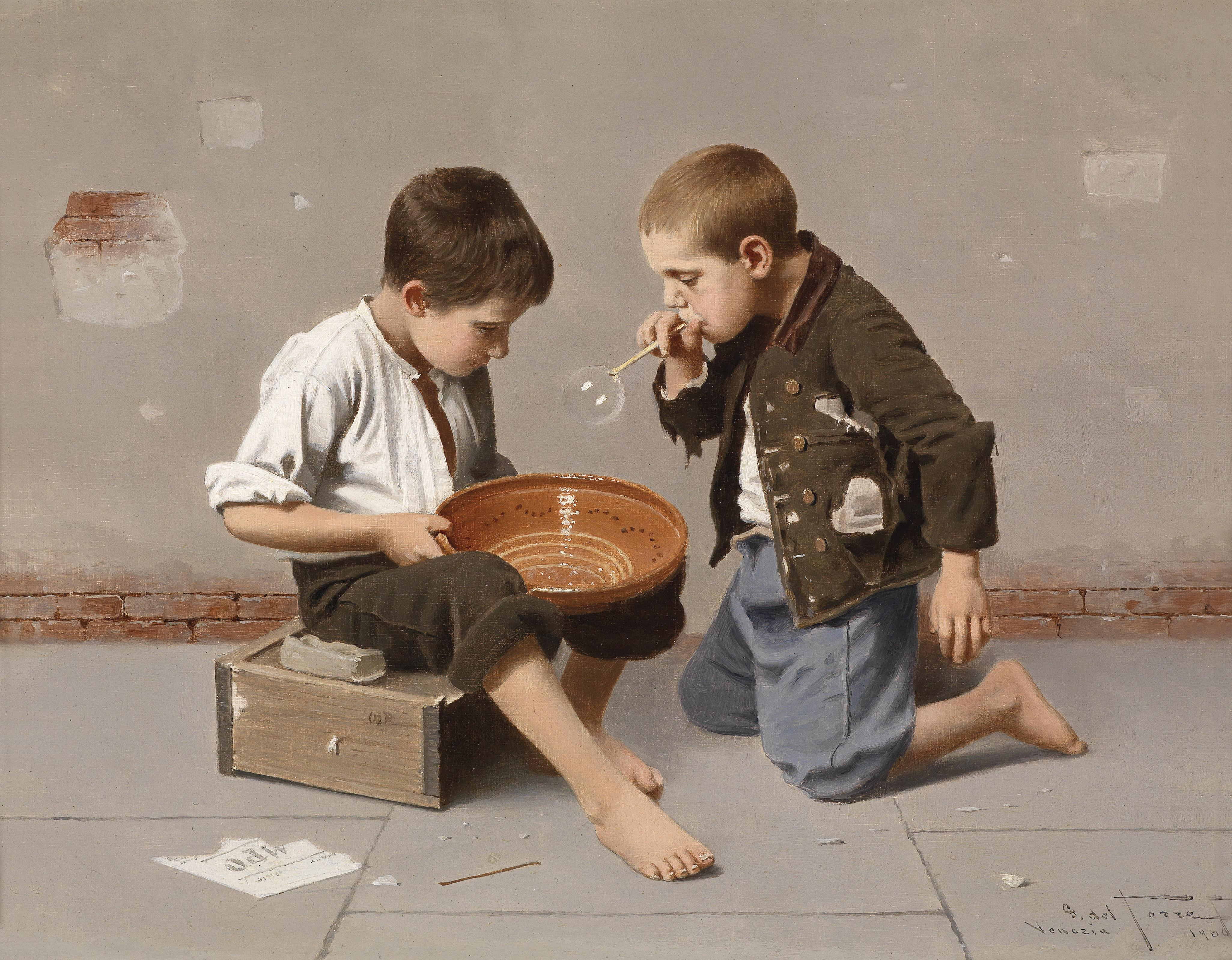
Seifenblasende Kinder

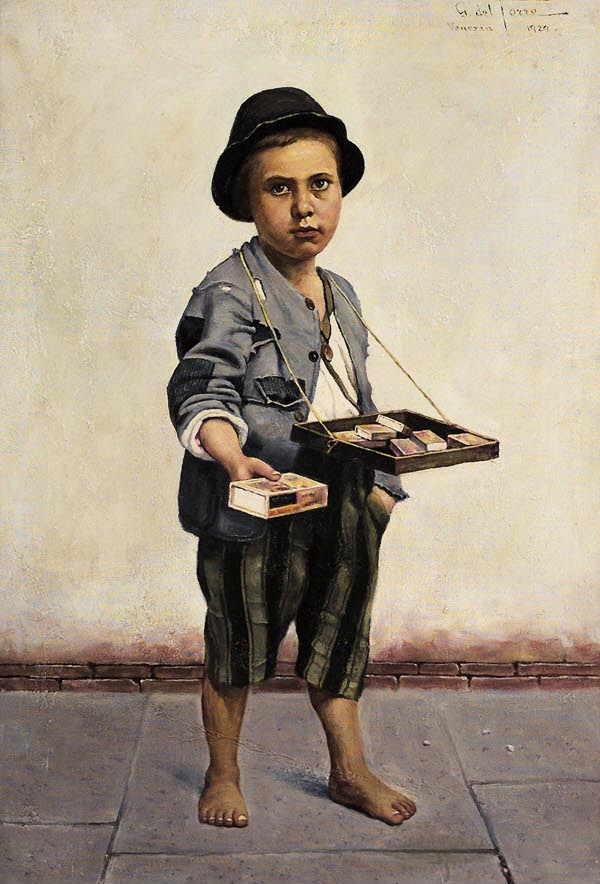
Kleiner Zündholzverkäufer

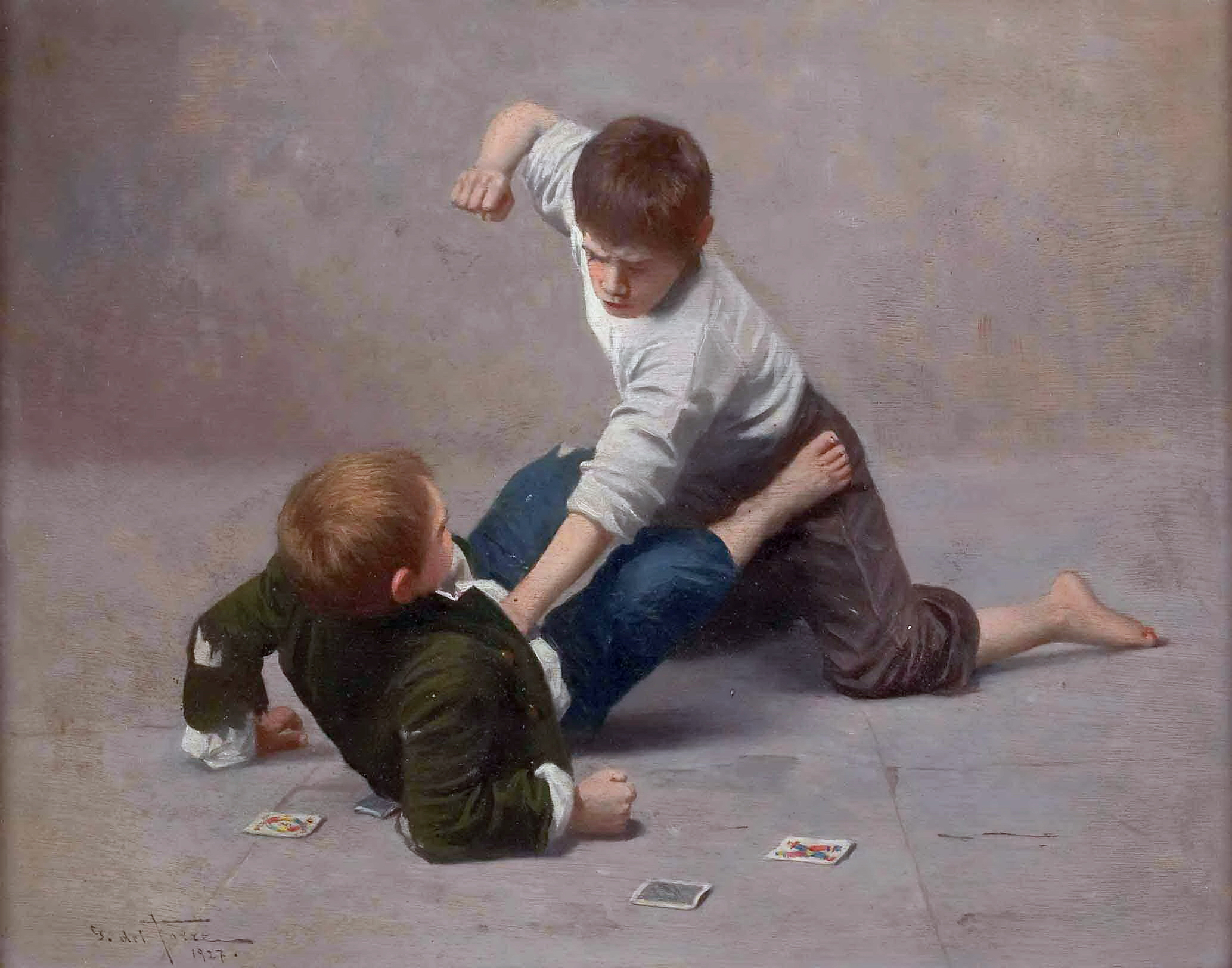
Zwei raufende Buben

Giulio del Torre (* 21. Dezember 1856 in Romans d’Isonzo, Kaisertum Österreich; † 1. Januar 1932 ebenda, Königreich Italien) war ein österreichisch-italienischer Maler. Er machte sich vor allem als Genremaler einen Namen und ist für seine Porträts spielender und arbeitender Kinder bekannt.

## Leben und Werk
Giulio del Torre stammte aus dem Ort Romans d’Isonzo in der Grafschaft Görz. Als Sohn des Arztes Camillo wurde er in eine wohlhabende Familie hineingeboren.
Er studierte an der Akademie der bildenden Künste in Wien unter Karl von Blaas, später in Rom und Venedig. Danach lebte er in Turin, wo er einen Sohn hatte, und in Gradisca d’Isonzo.
1932 starb er im Alter von 75 Jahren in seinem Heimatort.
Torres Werk widmet sich hauptsächlich Genreszenen und Porträts, die das Leben in Norditalien schildern. Bekanntheit genießen vor allem seine Straßendarstellungen von Kindern in zerlumpten Kleidern, darunter der in mehreren Ausführungen existierende Streichholzverkäufer. Seine Kompositionen werden von einer erdigen Farbpalette mit Blau-Grautönen bestimmt, eine Besonderheit ist die hohe Detailgenauigkeit, die seine nostalgischen Kompositionen belebt.
Eine erste Ausstellung des Künstlers fand 1888 in Görz statt.
Viele seiner Bilder werden heute in europäischen Museen aufbewahrt.

## Werke (Auswahl)
- 1890: Die kleine Wäscherin. Öl auf Holz, 21 × 16 cm.
- 1890: Venezianische Schneiderin. Öl auf Holz, 41,6 × 29,8 cm.
- 1894: Das geteilte Mahl. Öl auf Tafel, 15,8 × 21,4 cm.
- 1897: Die kleinen Raucher. Öl auf Tafel, 23,2 × 17,5 cm.
- 1902: Der kleine Streichholzverkäufer. Öl auf Tafel, 43,9 × 24,9 cm.
- 1902: Der Falschspieler. Öl auf Holz, 18,5 × 24 cm.
- 1904: Die Puppenmutter. Öl auf Holz, 21 × 26,5 cm.
- 1905: Der kleine Postkartenverkäufer. Öl auf Holz, 27 × 17 cm.
- 1905: Waschtag. Öl auf Tafel, 27 × 21 cm.
- 1905: Die kleine Blumenverkäuferin. Öl auf Holz, 27 × 17 cm.
- 1906: Seifenblasende Kinder. Öl auf Holz, 21 × 27 cm.
- 1907: Die beiden Melonenesser. Öl auf Tafel, 21,5 × 28 cm.
- 1907: Venezianische Buben beim Orangenessen. Öl auf Holz, 29 × 22,5 cm.
- 1910: Kinderunterhaltung. Öl auf Holz, 32 × 42 cm.
- 1911: Kinderspiele. Öl auf Tafel, 44 × 32,5 cm.